# Мельниківська сільська рада (Смілянський район)
Мельникі́вська сільська́ ра́да — адміністративно-територіальна одиниця та орган місцевого самоврядування у Смілянському районі Черкаської області. Адміністративний центр — село Мельниківка.

## Загальні відомості
- Населення ради: 728 осіб (станом на 2001 рік)

## Населені пункти
Сільській раді підпорядковані населені пункти:
- с. Мельниківка

## Склад ради
Рада складалася з 15 депутатів та голови.
- Голова ради:
- Секретар ради: Палій Тетяна Павлівна

### Керівний склад попередніх скликань
| Прізвище, ім'я, по батькові    | Основні відомості                                                                     | Дата обрання | Дата звільнення |
| ------------------------------ | ------------------------------------------------------------------------------------- | ------------ | --------------- |
| Михайльов Станіслав Григорович | Сільський голова, 1954 року народження, член Всеукраїнського об'єднання «Батьківщина» | 26.03.2006   | 31.10.2010      |

Примітка: таблиця складена за даними сайту Верховної Ради України

### Депутати
За результатами місцевих виборів 2010 року депутатами ради стали:

#### За суб'єктами висування
| Суб'єкт висування | Кількість обраних депутатів | %   |
| ----------------- | --------------------------- | --- |
| Самовисування     | 15                          | 100 |

#### За округами
| № округу | Прізвище, ім'я, по батькові       | Дата визнання обраним | Освіта             | Партійна приналежність                  | Відомості про обраного депутата               |
| -------- | --------------------------------- | --------------------- | ------------------ | --------------------------------------- | --------------------------------------------- |
| 1        | Тищенко Надія Іванівна            | 04.11.2010            | середня            | позапартійна                            | тимчасово не працює                           |
| 2        | Гуртовий Сергій Миколайович       | 04.11.2010            | середня            | позапартійний                           | с. Балаклея, столяр                           |
| 3        | Ткаченко Наталія Вікторівна       | 04.11.2010            | середня спеціальна | позапартійна                            | с. Мельниківка, бібліотекар                   |
| 4        | Діброва Ніна Михайлівна           | 04.11.2010            | вища               | позапартійна                            | м. Сміла Держкомзем, головний спеціаліст      |
| 5        | Дядченко Ірина Володимирівна      | 04.11.2010            | вища               | позапартійна                            | с. Мельниківка, землевпорядник                |
| 6        | Призенчук Валентина Олександрівна | 04.11.2010            | середня            | позапартійна                            | с. Мельниківка, завідувачка клубу             |
| 7        | Палій Віталій Валерійович         | 04.11.2010            | вища               | член Політичної партії «Сильна Україна» | ЧП «Сміла», майстер побутової техніки         |
| 8        | Баранік Тетяна Володимирівна      | 04.11.2010            | середня            | позапартійна                            | тимчасово не працює                           |
| 9        | Палій Тетяна Павлівна             | 04.11.2010            | середня            | член Політичної партії «Сильна Україна» | Мельниківська сільська рада, секретар         |
| 10       | Москаленко Світлана Миколаївна    | 04.11.2010            | вища               | позапартійна                            | Мельниківська загальноосвітня школа, директор |
| 11       | Чечиль Володимир Григорович       | 04.11.2010            | середня спеціальна | член Комуністичної партії України       | Мельниківська загальноосвітня школа, слюсар   |
| 12       | Олейніченко Лариса Михайлівна     | 04.11.2010            | середня спеціальна | позапартійна                            | ВПЗ Мельниківська Укрпошта, начальник         |
| 13       | Кононенко Василь Михайлович       | 04.11.2010            | середня спеціальна | член Комуністичної партії України       | пенсіонер                                     |
| 14       | Поправка Віктор Миколайович       | 04.11.2010            | середня            | позапартійний                           | ПЧ-8, черговий переїзду                       |
| 15       | Стаднюк Галина Миколаївна         | 04.11.2010            | середня спеціальна | позапартійна                            | с. Мельниківка, поштарка                      |